# Foresta costiera a mosaico di Zanzibar-Inhambane settentrionale
La foresta costiera a mosaico di Zanzibar-Inhambane settentrionale è un'ecoregione caratterizzata da una foresta tropicale di latifoglie che si trova in Africa orientale (codice ecoregione: AT0125). Si tratta di un adattamento settentrionale della foresta costiera a mosaico di Zanzibar-Inhambane meridionale insieme con la quale forma la regione chiamata foreste costiere dell'Africa orientale facente parte della lista Global 200 delle ecoregioni prioritarie per la conservazione.

## Territorio
L'ecoregione si estende per 111.829 km² lungo la costa africana orientale dalla Somalia meridionale, attraverso il Kenya fino al fiume Lukuledi in Tanzania, che costituisce il margine meridionale. Comprende anche l'arcipelago di Zanzibar, inclusa l'isola principale di Unguja (Zanzibar), Pemba, e le isole minori circostanti. L'ecoregione comprende differenti habitat tra cui la foresta, la savana e le paludi.
L'ecoregione è delimitata a est dall'Oceano indiano. Si trasforma gradatamente in boschi e arbusteti in direzione noird e ovest: la macchia e arbusteto di Acacia-Commiphora somalo a nord, la macchia e arbusteto di Acacia-Commiphora settentrionale e la macchia e arbusteto di Acacia-Commiphora meridionale a ovest della porzione centrale e il bosco di miombo orientale a sud-ovest. Verso sud, confina con la foresta costiera a mosaico di Zanzibar-Inhambane meridionale, al di là del fiume Lukuledi.

## Fauna
L'ecoregione ospita dieci specie endemiche di uccelli. Quattro sono limitati all'isola di Pemba (Treron pembaensis, Cinnyris pembae, Zosterops vaughani e Otus pembaensis). Le sei rimanenti si trovano sulla terraferma, una lungo il basso corso del fiume Tana in Kenya (Cisticola restrictus) e quattro nei residui di foresta costiera lungo la costa – Erythrocercus holochlorus, Anthus sokokensis, Ploceus golandi e Campethera mombassica. L'Anthus melindae è endemico della praterie costiere del Kenya.